# Синёв, Игорь Николаевич
И́горь Никола́евич Синёв — российский рэндзист, чемпион СССР, двукратный чемпион России, неоднократный победитель командных чемпионатов мира в составе сборной России (1996, 2000, 2004). Гроссмейстер.

## Биография
Закончил Московский институт стали и сплавов, увлекся рэндзю со студенчества. К моменту появления международной федерации уже имел статус одного из сильнейших игроков России. Пройдя отбор, в 1991 году участвовал в чемпионате мира, но выступил неудачно, в финальной стадии заняв 11 место при 12 участниках
. В 1997 году улучшил результат в финале чемпионата мира до 9 места, а в 1999 году на чемпионате мира в Пекине завоевал серебряную медаль. На чемпионате мира 2001 года результат повторить не удалось, Игорь завоевал бронзу. На последнем чемпионате мира, в котором он участвовал, проходившем в 2003 году в Вадстене, Игорь ограничился 7-м местом.
Кроме личного чемпионата мира, Игорь участвовал и в командном, завоевав в составе России три золотых медали (1996,2000, 2004).
Игорь участвовал в целом ряде чемпионатов Европы, на первом же (1994, Таллин) завоевав бронзовую медаль, на ЧЕ-1996 в Стокгольме он повторил свой успех. В 2002 году Игорю в Карепе (Эстония) наконец-то покорилось звание чемпиона Европы.
На первенствах России Игорь выступал 10 раз, дважды (в 1994 и 2000) завоевав звание чемпиона, единожды став вторым (2001), дважды третьим (1996, 1998). В чемпионатах СССР Игорь дважды добивался успеха: в чемпионате СССР-1990 он стал вторым, а чемпионат СССР-1992 (СССР, а не России, так как отборочный турнир состоялся в 1991 году, ещё в СССР) выиграл.
Кроме игровой деятельности, Игорь занимался и организационной, явившись одним из основных организаторов заочного чемпионата мира.